# Charles Wood, 1. vikomt Halifax
Charles Wood, 1. vikomt Halifax (Charles Wood, 1st Viscount Halifax, 3rd Baronet Wood of Barnsley) (20. prosince 1800, Pontefract, Anglie – 8. srpna 1885, Hickleton Hall, Anglie) byl britský liberální státník 19. století. Byl dlouholetým poslancem Dolní sněmovny a jako zeť premiéra hraběte Greye se brzy dostal k vysokým úřadům. Později byl ministrem námořnictva a ministrem pro Indii. V roce 1866 získal titul vikomta a vstoupil do Sněmovny lordů.

## Politická kariéra
Pocházel ze šlechtického rodu připomínaného od 16. století v hrabství Yorkshire, byl synem Sira Francise Wooda (1771–1846). Studoval v Etonu a v Oxfordu a v letech 1826–1865 byl členem Dolní sněmovny (od roku 1832 v parlamentu zastupoval město Halifax, od nějž byl později odvozen Woodův šlechtický titul). Do politiky vstoupil s podporou příbuzných a kariéru zahájil jako tajemník ministerského předsedy (1830–1832), jímž byl tehdy jeho tchán 2. hrabě Grey. Poté byl státním podtajemníkem na ministerstvu financí (1832–1834) a finančním tajemníkem admirality (1835–1839), admiralitu zároveň reprezentoval v Dolní sněmovně.
V dalších liberálních vládách byl ministrem financí (lord kancléř pokladu 1846–1852), od roku 1846 byl zároveň členem Tajné rady. Poté byl prezidentem kontrolního úřadu Východoindické společnosti (1852–1855), ministrem námořnictva (1855–1858) a státním sekretářem pro Indii (1859–1866). Ve funkci ministra pro Indii se snažil především o zlepšení systému školství. V roce 1865 získal titul vikomta Halifaxe a vstoupil do Sněmovny lordů, svou politickou dráhu zakončil jako lord strážce tajné pečeti (1870–1874). V roce 1856 obdržel Řád lázně.

## Rodina

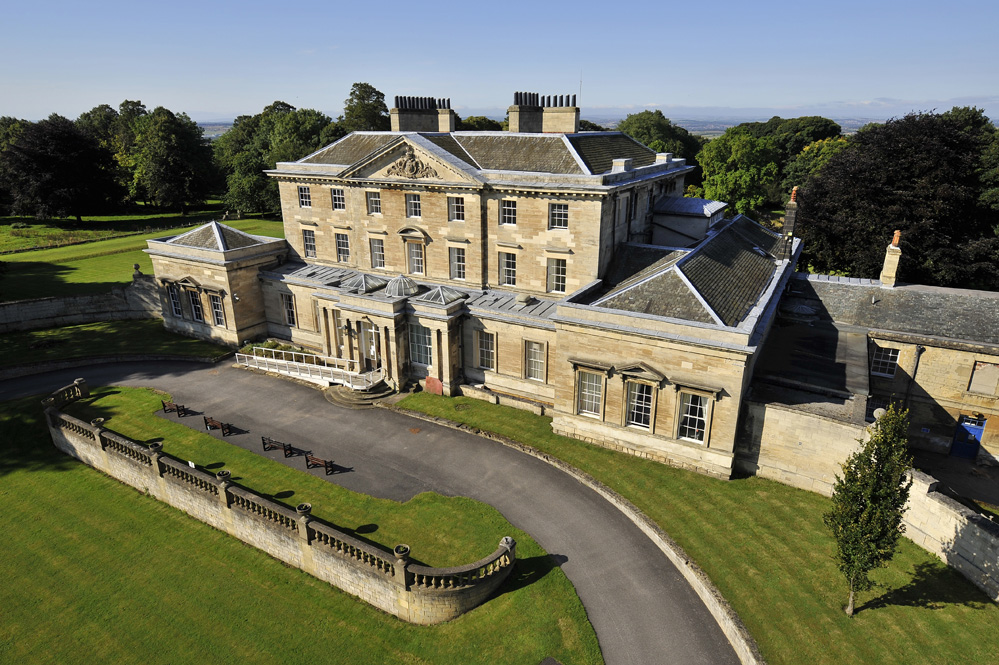
Zámek Hickleton Hall (Yorkshire), hlavní sídlo rodiny Woodů od 18. století

V roce 1829 se oženil s Mary Grey (1813–1884), dcerou premiéra 2. hraběte Greye. Dědicem titulu byl syn Charles Wood, 2. vikomt Halifax (1839–1934). Dcera Emily (1840–1904) se provdala za Huga Meynell–Ingrama, její dědictví (Hoar Cross Hall, Temple Newsam House) pak převzal mladší bratr Frederick Wood (1846–1910), který v roce 1905 přijal jméno Meynell. Z dalších generací rodu vynikl indický místokrál a ministr zahraničí Edward Wood, 1. hrabě z Halifaxu (1881–1959).